# 류큐 열도 미국민정부
류큐 열도 미국민정부(일본어: 琉球列島米国民政府 류큐렛토베이코쿠민세이후[*], 영어: United States Civil Administration of the Ryukyu Islands; USCAR)는 1950년 12월 15일에 수립되어 1972년 5월 15일에 류큐 열도의 시정권이 일본에 반환되기까지 존속한 미국의 류큐 통치기관이다.

## 개요
1945년 4월 미군의 오키나와 상륙과 동시에 수립된 오키나와 미국군정부가 1946년 류큐 열도 미국군정부(영어: United States Military Government of the Ryukyu Islands)로 개칭된 지 4년 후, 군정부의 후신으로서 수립되었다. 명칭은 민정부지만 핵심 포스트에는 주로 육군 군인들이 배치되었으며, 최고책임자인 민정장관이 미 극동군총사령관을 겸했으므로 실제로 현지 행정을 주로 담당한 것은 류큐군사령관 겸 민정부장관이었다.
1957년 6월 5일 아이젠하워 대통령의 서명으로 대통령 행정명령 10713(Executive Order 10713, "Providing For Administration of the Ryukyu Islands")의 시행으로 고등판무관제가 실시되어, 미국 국방장관이 국무장관에게 자문한 후 대통령의 승인을 얻어 현역 군인 중에서 선임하는 고등판무관이 최고책임자가 되었다. 이후 1972년 오키나와의 일본 반환까지 총 6명의 미국 육군 중장이 고등판무관을 역임했다. 한편 1962년 3월 19일 케네디 대통령의 서명으로 대통령 행정명령 11010의 시행으로 행정명령 10713이 개정되어, 고등판무관의 지휘 하에 오키나와 내 민사행정업무를 주로 담당해왔던 ‘민정관’을 군인 대신 문관으로 임명하게 되었다.

## 같이 보기
- 류큐 열도 미국군정부
- 류큐 민족
- 류큐 독립운동